# シーナ&ザ・ロケッツ
- シーナ&ザ・ロケッツ
- シーナ&ロケッツ
- シーナ&ザ・ロケット
- シーナ&ロケット

シーナ&ザ・ロケッツ（英語: SHEENA & THE ROKKETS）は、日本のロックンロール・バンド。略してシナロケと表現する場合もある。
1970年から福岡で活動していたブルースロックバンド・サンハウスのリードギター兼作曲家である鮎川誠と、妻のシーナを中心に1978年に結成。

## メンバー
川嶋と奈良の脱退後、ドラムとベースを固定しない時期があった。1993年にリリースされたアルバム『(ha! ha! ha!) Hard Drug』では、ジョニー吉長がドラムス、1997年にリリースされたアルバム『@HEART』では、穴井仁吉がベースをそれぞれ担当した。
| 氏名                                 | 生年月日                                 | 出身地               | 担当                    | 備考 |
| 2015年までのメンバー                 | 2015年までのメンバー                     | 2015年までのメンバー | 2015年までのメンバー    | 2015年までのメンバー |
| ------------------------------------ | ---------------------------------------- | -------------------- | ----------------------- | --- |
| シーナ                               | 1953年11月23日 - 2015年2月14日（61歳没） | 福岡県北九州市       | - ボーカル - タンバリン | |
| - 鮎川誠 - （あゆかわ まこと）       | 1948年5月2日 - 2023年1月29日（74歳没）   | 福岡県久留米市       | - ギター - ボーカル     | 結成前は、ブルースロックバンド・サンハウスとして、コンポーザー兼リード・ギターを担当していた。 |
| - 奈良敏博 - （なら としひろ）       | 1953年11月19日（71歳） -                 | 福岡県福岡市         | ベース                  | - メジャー・デビュー前のベーシスト。 - 1988年に復帰し、1989年にリリースされたアルバム『DREAM + REVOLT』のリリース後に脱退。 - 2011年復帰して2023年まで活動を続ける。 |
| - 川嶋一秀 - （かわしま かずひで）   | 1956年1月19日（69歳） -                  | 福岡県福岡市         | ドラムス                | - ブルースロックバンド・サンハウスの元ドラマー。 - 1990年頃脱退。 - 2000年2月に復帰。2023年まで活動を続けた。 |
| 2015年以降のメンバー                 |                                          |                      |                         | |
| - LUCY MIRROR - （ルーシー・ミラー） |                                          |                      | ボーカル                | - 鮎川とシーナの三女。 - DARKSIDE MIRRORSのボーカル・ギター、FOXPiLLの初代ボーカル。 - 2015年4月7日に開催された「シーナの日#1(シーナの一周忌）」からゲストボーカルとして加入。 - 特別なライブのみ出演していたが、2019年からボーカルを務め、全国ツアーにも同行。シーナ没後のシーナ&ロケッツのメンバーとして、2022年まで正式に活動を共にする。 |
| 元メンバー                           |                                          |                      |                         | |
| - 浅田孟 - （あさだ たけし）         | 1956年2月18日（69歳） -                  | 福岡県福岡市         | ベース                  | - ブルースロックバンド・サンハウスの元ベーシスト。 - 1979年から1987年まで在籍。脱退後は、ARBのメンバーとして活動。 - 2008年復帰したが、2011年5月脱退。 |

## 略歴

### メジャー・デビュー
元サンハウスのギタリストとして活動していた鮎川誠が、妻であるシーナと共に福岡から上京し結成。1978年8月に新宿ロフトにて、鮎川誠&ミラクルメン名義で初ライブを敢行。同年の10月に、鮎川誠&シーナロケット名義でエルボンレコードから『涙のハイウェイ』でメジャー・デビューを果たす。
1979年にアルファレコードへ移籍。イエロー・マジック・オーケストラ（以下YMO）のメンバーの協力を得て、アルバム『真空パック』を発表。シングル「ユー・メイ・ドリーム」が、JAL『マイ・ハート・キャンペーン』のCMに使用され、ブレイクを果たす。
YMOが1979年にリリースされたアルバム『ソリッド・ステイト・サヴァイヴァー』では、鮎川が「デイ・トリッパー」と「ソリッド・ステイト・サヴァイヴァー」の2曲にギターで参加。YMOワールド・ツアー後の「凱旋公演」（1979年12月19日・中野サンプラザ）では、シーナ&ザ・ロケッツがオープニング・アクトを務める。
1980年9月、細野晴臣と高橋幸宏プロデュースを手がけ、YMOがゲスト参加したアルバム『チャンネル・グー』をリリース。同年に開催されたYMOの初国内ツアーでは、福岡、神戸、京都、札幌、東京のゲスト・ギタリストとして鮎川が参加。
1981年、日本武道館にて開催された小学館主催の「写楽祭」ではYMOとシーナ&ザ・ロケッツによる共演も実現し、同年には、アルバム『SHEENA & THE ROKKETS』がアメリカ限定で、A&Mレコードからリリースされた。

### レコード会社の移籍
1984年に、ビクター音楽産業のレーベルであるInvitationへ移籍。シングル「スイート・インスピレーション」とアルバム『NEW HIPPIES』がリリースされた。
1987年、ベースの浅田孟が脱退。
1990年放送の学生援護会（現・パーソルキャリア）『サリダ』のテレビコマーシャルにて「じゆう」が使用された。
1992年に、ビクター音楽産業内に発足されたレーベルであるSPEEDSTAR RECORDSに移籍。シングル「(ハ!ハ!ハ!) ハードドラッグ」とアルバム『(ha! ha! ha!) Hard Drug』がリリースされた。
1993年に、コンピレーション・アルバム『LEMON SEX, LEMON TEA, LEMON ROCK』がフランス限定で、スカイドッグ・レコードからリリースされた。
1996年2月、インターネット黎明期に日本のバンドとして初となるホームページを鮎川が立ち上げ、インターネットとの奮闘を書き下ろした「DOS/Vブルース」を幻冬舎から発売。1998年AMDアワードを受賞し、シーナが鮎川陽子と出席して賞を受ける。
1998年、野外フェス『FUJI ROCK FESTIVAL'98 in Tokyo』に出演。沖縄・北海道ツアー開催。5月、鮎川誠生誕記念オールナイトパーティ開催。
1999年3月、新宿ロフト最後の日にワンマン出演。5月、ウィルコ・ジョンソン/シーナ&ロケッツJAPANツアーを開催。

### メンバーの復帰
2000年、オリジナル・ドラマーの川嶋一秀を迎え、15枚目のオリジナルアルバム『ROCK THE ROCK』を発売。FUJI ROCK FESTIVAL'00に出演。
2001年、初期の名曲から最近の楽曲までを網羅したライブ・アルバム『爆音ミックス』をリリース。鮎川が自ら運営するオフィシャルサイトにてファン投票により選曲された。4月、NHK連続テレビ小説『ちゅらさん』にジョージ 我那覇役で鮎川が出演。同年に、『北九州博覧祭2001』と、郡山ワンステップフェスティバル復活イベント『ワンステップへの旅 in うつくしま未来博』にそれぞれ出演。
2002年、鮎川が『Japan Blues Carnival 2002』に出演。SHIBUYA-AXにて開催された日韓交流イベントに出演。シーナ&ロケッツとラモーンズのディー・ディー・ラモーンジョイントライブ開催予定が急遽ディー・ディー・ラモーン死去により、追悼ライブとして行われる。
2003年、SHIBUYA-FM7周年を記念するライブ　『SHIBUYA-CALLING』に出演。7月にBOXセット『Dream BOX』、ベスト・アルバム『The Greatest Sheena & The Rokkets』を同時リリース。また、『FUJI ROCK FESTIVAL'03』をはじめ、『RISING SUN ROCK FESTIVAL 2003 in EZO』、『ミュージックシティ天神』に出演。11月に東京SHIBUYA-AXにてシーナ&ロケッツ25周年ライブを開催。12月には福岡CBにて『HAPPY 25th ANNIVERSARY』を2Daysで開催。

### デビュー25周年
2004年、シーナ&ロケッツ25周年を記念してリミックス・アルバム『ELECTROKKETS』と、映像作品『LOVE LIVE』をそれぞれリリースされた。また、シーナが小学館の『PRECIOUS』、鮎川が大塚製薬の『ポカリスエット』のCMにそれぞれ出演。シーナ&ロケッツでは霧島酒造の『黒霧島』のCMに出演した。北九州若松の高塔山にある野外音楽堂を使用した初のロック・フェスティバル「高塔山ロックフェス」を発案（以降シーナ&ロケッツとして14年出演）。
2005年8月、鮎川が監修する『200 CD Rock'n'Roll』を学研から発売。「俺たちが愛したパンク／ロック／ブルース」の監修・執筆は鮎川。他に山名昇・本根誠・松本康・中山義雄・小川真一&キング・ジョー。8月、鮎川とシーナが、リチャード・ヘルの映画『BLANK GENERATION』のトークショーに出演。存続の危機に立たされているCBGBを救済するために署名を呼びかける。10月、ボロフェスタ'05＠京大西部講堂イベントに参加。
2006年3月、レコード・コレクターズ誌3月号に28年分のレコードとともにシーナ＆ロケッツ特集が組まれる。4月RKBの「味わい・ぶらり旅～河童伝説を訊ねる、紀行」　に鮎川とシーナで出演。5月布谷文夫と北海道ツアーを開催する。アルファレコードから発表されたアルバムが紙ジャケによる限定復刻盤でリリースされた。7月第3回『T-JAM　a.k.a. 高塔山フリー・ロック・フェスティバル2006』に出演。
2007年2月、鮎川がデザインした、ローリング・ストーンズ公認のTシャツがロサンゼルスで公式グッズとして発売。8月熊本市現代美術館にてトーク&ライブ開催。11月福岡で一夜限りのサンハウス・ライブを開催。ムツゴロウ動物王国にて初のシーナ&ロケッツのライブを行う。ソニー・ミュージックダイレクトからベスト・アルバム『GOLDEN HITS THE ALFA YEARS』がリリースされた。

### デビュー30周年
2008年、シーナ&ロケッツ結成30周年を迎え、アルバム『JAPANIK』発売。5月、恵比寿ガーデンホールにて新作『JAPANIK』発売と結成30周年を祝う『S&R HAPPY 30th ANNIVERSARY SPECIAL』を開催。内田裕也、細野晴臣、高橋幸宏、柴山俊之、永井隆、花田裕之、チバユウスケ、大貫憲章、DJ.IHARAらがゲストに駆けつけた。6月、日テレ開局55周年のCM『日テレGO!GO!』に、日本人アーティスト第一弾として出演。「ジョニー・B.グッド」を鮎川がカバー。7月、映画『ジャージの二人』堺雅人と鮎川のダブル主演。『RISING SUN ROCK FESTIVAL 2008 in EZO』に出演。北海道から沖縄まで36ヵ所にてツアー開催。ブルーノート東京にて『MAKOTO AYUKAWA "KOOL SOLO" plays Rock 'n' Roll Hall Of Fame #1』、ビルボードライブ福岡にて2Daysを開催。
2009年、鮎川&シーナ、ユニクロのCMに出演。12月シーナ自書伝的エッセイ著書『「YOU MAY DREAM」ロックで輝きつづけるシーナの流儀」（シーナ/シーナ＆ロケッツ著）』に鮎川も執筆。シーナはこの本で初めて手術のことを告白し、鮎川と共に爆音の中ステージで歌える喜びを綴っている。4月、プライベートで来日中のウィルコ・ジョンソンと共にライブ「TOKYO SAKURA SESSION 2009」を大人のロックショウとして6地区14公演で企画。
2010年、鮎川が久留米のふるさと大使として久留米市から任命される。福島県郡山市立美術館にて鮎川・シーナによるトークショー『60'sロック談義』開催。久保田麻琴プロデュース『京浜ロックフェスティバル2010』に出演。南青山RED SHOESにてシーナ主催による『BAD GIRL ROCK!』を開催。5月、鮎川の誕生日にあわせて名古屋ダイアモンドホールにてライブイベントを開催。7月、サンハウスを再結成、35th　ANNIVERSARY TOURを全国6ヵ所開催。
2011年3月11日、九州新幹線開通式典に鮎川とシーナで出演する当日に東日本大震災が発生し、イベントが中止となる。7月、シーナの故郷である北九州で東日本大震災復興支援チャリティーライブを開催、市長の北橋健治に、ライブの全売上金を寄付。9月、布谷文夫と『スーパーセッション2011』を東京・北海道計4ヵ所にて開催。
2012年、シーナの故郷、北九州市若松の若戸大橋50周年イベントにトークライブで出演。公開された映画『I'M FLASH!』は、豊田利晃監督が鮎川の作曲した「I'M FLASH」からインスパイアされて10年以上の構想を経て制作された。また、I' M FLASH! BAND（Vocal：チバユウスケ、Drums：中村達也、Guitar：ヤマジカズヒデ、Bass：KenKen）による「I'M FLASH」の同曲カバーが映画のテーマソングに使用。
2013年、シーナ&ロケッツがウィルコ・ジョンソンのホストバンドとして「WILKO JOHNSON TOKYO SESSION 2013」を開催。ライブDVDを発売・即完売する。鮎川がレコード・コレクターズ1月号の“ニッポンのギタリスト名鑑”のトップ3ギタリストに選ばれる。4月から35TH ANNIVERSARY TOUR を全国25ヵ所にて開催。5月、富士スピードウェイにてハーレーダビッドソン日本上陸100周年を祝い、1万人規模の来場者を魅了する。7月、代々木公園のフリーフェス『EARTH GARDEN』に出演、投げ銭ライブにて過去最高の動員と投げ銭額を記録。ウッドストック継承、長野の『フォーク&ロックフェス』に出演。FUJI ROCK FESTIVAL'13に5年ぶり、かつ5回目の出演。12月、鋤田正義写真展にて鮎川・シーナのトークショーを開催。12月、36年連続New Years World Rock Festival完全出場記録を更新。
2014年5月、鮎川の生誕66年祭を2日間行う。7月、6年ぶりとなる18thアルバム「ROKKET RIDE」を発表。収録曲12曲の新曲は2日間で全て録音された。9月、日比谷野外音楽堂にてライブを開催。ミュージックシティ天神、シーナの故郷・北九州若松にて高塔山ロックフェスを開催。11月21日渋谷SOUND MUSEUM VISIONにて、ヒステリック・グラマーの30周年イベントに出演。その多忙な中、7月にシーナが体調を崩し、子宮頸癌のステージ4が発覚したが、シーナの強い希望により亡くなるまで家族以外に一切病状を明かすことや休業することなく、亡くなる2ヵ月前まではライブ活動を行った。

### シーナの死去、『シーナの日#1』の開催
2015年2月14日、シーナが子宮頸癌により死去（61歳没）。今後の活動について鮎川はシーナの遺志を継ぐことを明言、シーナ&ロケッツを続行。鮎川が全曲のボーカルを取り、オリジナル・メンバーの奈良敏博、川嶋一秀と共に3ピースで活動を続け、以降も数々のイベントやロックフェスに出演。鮎川とシーナの末娘であるLUCYが2015年4月7日「シーナの日#1」よりゲストボーカルを務める。特別なライブのみLUCYが入った4人編成でライブを行っている。
2016年8月、最愛のパートナーであり、妻であり、日本の女性ロックボーカリストの先駆けであったシーナとの出会いから、シーナ&ロケッツ結成秘話、そしてずっと一緒に歩んできた日々を語った鮎川のロングインタビューをノーカットで『シーナの夢　若松、博多、東京、HAPPY HOUSE』（西日本新聞社）として書籍化。発売2週間後に増版。また、そのロングインタビューを放送したラジオ番組・CROSS FM『HAPPY HOUSE』は、日本放送文化大賞グランプリを受賞。
2017年、鮎川の69歳（ロック年）を記念して、シーナ&ロケッツ史上初の全国47都道府県ツアー「47（SHEENA）ROKKET RIDE TOUR」を全県踏破後40周年目に突入。

### デビュー45周年、鮎川の死去
2018年、デビュー40周年を迎え、鮎川の監修・選曲による41曲がデジタルリマスターされたベスト・アルバム『GOLDEN☆BEST シーナ&ロケッツ EARLY ROKKETS 40+1』（ソニー・ミュージックダイレクト）と『ゴールデン☆ベスト シーナ&ロケッツ VICTOR ROKKETS 40+1』（SPEEDSTAR RECORDS）を、それぞれ2月28日、3月28日に2ヵ月連続でリリースされた。
鮎川は、シーナの亡くなった年より4月7日をシーナの日として追悼イベント「シーナの日」を主催。細野晴臣をはじめ、縁の深いアーティストがゲスト出演している。2018年の4回目の「シーナの日」はベスト・アルバムの発売にちなんで、一夜に42曲をノンストップで演奏。
シーナ&ロケッツを題材とした、NHK福岡放送局制作の『福岡発地域ドラマ「You May Dream〜ユーメイ ドリーム」』が2018年3月2日に九州・沖縄地方で放送。その後、多くの反響により9月にNHKの地上波で全国放送される。
11月、シーナ&ロケッツのデビュー40周年を記念し、「レモンティー」が初の7インチ・アナログ・シングルでソニー・ミュージックダイレクトのGREAT TRACKSレーベルからリリースされた。アナログ化にあたりバーニー・グランドマンにカッティングを担当し、オランダのインダストイリー社にてプレスされた完全生産限定盤で、カップリングはアルバム『真空パック』に載録の「オマエガホシイ」が収録されている。
2023年1月29日、鮎川が膵臓がんのため東京都内の自宅で死去（74歳没）。

## エピソード
物書きにもファンは多く、漫画家の岡崎京子、まつもと泉（鮎川誠から構想した鮎川まどか）、上條淳士、小説家の吉本ばなななど、数々の漫画・小説に鮎川と共にモデルとなって登場している。
「シーナ&ザ・ロケッツ」というバンド名の由来は、シーナの本名「悦子」から「ロック+エツコ=ロケッツ」となり、ただのロケッツでは軽いということと、昔風に「○○&ロケッツ」にしたいという鮎川の発案からである。綴りが「ROCKETS」ではなく「ROKKETS」であることも鮎川流の「ロックのセンス」だという。鮎川はアメリカ人とのハーフである。
地元である福岡を拠点にすることにこだわっていた鮎川が、幼い双子を残し上京、シーナ&ロケッツを結成した理由は、シーナの父親の「一回、東京でスパッと勝負してこい。子供は任せて、思い切り、スパッと勝負してみんない!」という励ましがきっかけだったという。
鮎川は1978年のシーナ&ザ・ロケッツ結成時に友人からギブソン・レスポール・カスタムを譲り受け上京（サンハウス時代からそのレスポールを頻繁に借りていた）以降40年以上に渡って同じギター1本を弾き続けている。このようなミュージシャンは世界的にも類がなく、世界でただ一人でギネス級ともいわれる。ライブでは1ステージ内に2・3本のギターが登場するが、毎回メイン以外にその日弾かれる「お気に入りのギター」と曲が一体何であるかという企画がライブでの楽しみの1つとなっている。セットリストは事前に用意がなく、ライブの直前に決める。ライブ中にもセットリストを変更することも多い。鮎川はこれまで自分が手にしたギターは1度も手放したことがなく、購入したギターを含め70本程を所有している程の無類のギター好きで、ギターカタログまでも「ずっと見ていられる」ほど。鮎川のレスポールは、当時九州で唯一福岡のヤマハ楽器に初めて入荷したレスポール第1号だという。
鮎川誠とシーナの三女であるLUCY MIRRORは、シーナ&ロケッツの特別なライブにのみゲストボーカルで出演（2015年4月7日から毎年開催されている「シーナの日」以降）。以前には、シーナとのツイン・ボーカルやコーラスとしてシーナ&ロケッツのアルバムにも時折参加しており、1986年の「ギャザード」、1998年「＠HEART」(細野晴臣プロデュース）でも数曲参加。2000年にはアニメとロックのコラボ「イジワルケイ」にてギター鮎川、ベースは井上富雄、コーラスは声優の山口勝平という面子の特別バンドにボーカルで参加（同アルバムにはシーナが歌う「LUCY」という曲も収録されている）。2007年にソニー・ミュージックダイレクトより発売されたシーナ&ロケッツのベスト・アルバム「GOLDEN HITS」では、収録曲の選曲を担当したことでも知られる。シーナ&ロケッツのメイン・ボーカルとして加入する以前には、ギター＆ボーカルとしてのキャリアもあり、1999年から2010年頃まで姉のJUNK THE RiPPERと共にDARKSIDE MIRRORSとして海外のロックシーンで人気を得て5枚のアルバムを発売。
2008年、シーナは30年以上に渡る過酷なライブツアーから喉を酷使したことにより、ポリープが声帯全部に広がり、ゼリー状に腫れ上がる喉の大病を患っていたが、2009年のライブ直後、呼吸困難となり窒息死寸前の状態に陥り緊急手術を行った。幸運にも名医と出会ったことで奇跡的に喉の大病を克服したというエピソードを2009年の自伝的エッセイ著書『YOU MAY DREAM ロックで輝きつづけるシーナの流儀』ではじめて告白した。

## ディスコグラフィ

### シングル
| #                                               | 発売日                                          | タイトル                                        | B面                                             | 規格                                            | 規格品番                                        |
| - エルボンレコード - 鮎川誠&シーナロケット 名義 | - エルボンレコード - 鮎川誠&シーナロケット 名義 | - エルボンレコード - 鮎川誠&シーナロケット 名義 | - エルボンレコード - 鮎川誠&シーナロケット 名義 | - エルボンレコード - 鮎川誠&シーナロケット 名義 | - エルボンレコード - 鮎川誠&シーナロケット 名義 |
| ----------------------------------------------- | ----------------------------------------------- | ----------------------------------------------- | ----------------------------------------------- | ----------------------------------------------- | ----------------------------------------------- |
| 1st                                             | 1978年10月25日                                  | 涙のハイウェイ                                  | 恋はノーノーノー                                | 7inch                                           | BON-1014                                        |
| アルファレコード                                |                                                 |                                                 |                                                 |                                                 |                                                 |
| 2nd                                             | 1979年12月5日                                   | ユー・メイ・ドリーム                            | レイジー・クレイジー・ブルース                  | 7inch                                           | ALR-1019                                        |
| 3rd                                             | 1980年10月21日                                  | ベイビー・メイビー                              | HOT LINE                                        | 7inch                                           | ALR-705                                         |
| 4th                                             | 1980年11月21日                                  | 浮かびのピーチガール                            | RADIO JUNK                                      | 7inch                                           | ALR-719                                         |
| 5th                                             | 1980年12月21日                                  | キス・ミー・クイック                            | 恋のムーンライト・ダンス                        | 7inch                                           | ALR-723                                         |
| 6th                                             | 1981年7月21日                                   | ピンナップ・ベイビー・ブルース                  | クレイジー・クール・キャット                    | 7inch                                           | ALR-737                                         |
| Invitation                                      |                                                 |                                                 |                                                 |                                                 |                                                 |
| 7th                                             | 1984年9月21日                                   | スイート・インスピレーション                    | 恋をしようぜ                                    | 7inch                                           | VIHX-1643                                       |
| 8th                                             | 1985年5月21日                                   | 今夜はたっぷり                                  | LET'S GO PLAZA                                  | 7inch                                           | VIHX-1665                                       |
| [ 注釈 2 ]                                      | 1985年10月21日                                  | LEMON TEA 12"                                   | - DOO WAP DANCE - DANCING MIDNIGHT              | 12inch                                          | VIH-505                                         |
| 9th                                             | 1986年8月21日                                   | A B C                                           | TIME LIMITED BOMB                               | 7inch                                           | VIHX-1697                                       |
| 10th                                            | 1987年6月21日                                   | どうしても逢いたい                              | SUNNY                                           | 7inch                                           | VIHX-1716                                       |
| 11th                                            | 1988年7月21日                                   | HAPPY HOUSE                                     | LET'S GO PLAZA                                  | 7inch                                           | VIHX-1747                                       |
| 11th                                            | 1988年7月21日                                   | HAPPY HOUSE                                     | LET'S GO PLAZA                                  | 8cmCD                                           | VDRS-1069                                       |
| 12th                                            | 1989年4月21日                                   | ANGEL EYES                                      | I GOTTA MOVE                                    | 7inch                                           | VIHX-1769                                       |
| 12th                                            | 1989年4月21日                                   | ANGEL EYES                                      | I GOTTA MOVE                                    | 8cmCD                                           | VDRS-1134                                       |
| 13th                                            | 1989年5月21日                                   | PERMANENT HONEYMOON                             | GLORY OF LOVE                                   | 7inch                                           | VIHX-1774                                       |
| 13th                                            | 1989年5月21日                                   | PERMANENT HONEYMOON                             | GLORY OF LOVE                                   | 8cmCD                                           | VDRS-1145                                       |
| [ 注釈 2 ]                                      | 1991年2月21日                                   | FAMILY DANCING                                  | - じゆう - DANCE DANCE DANCE                    | Maxi                                            | VICL-12006                                      |
| SPEEDSTAR RECORDS                               |                                                 |                                                 |                                                 |                                                 |                                                 |
| 14th                                            | 1992年6月21日                                   | (ハ!ハ!ハ!) ハードドラッグ                      | I LIKE IT (FRANKENSTEIN)                        | 8cmCD                                           | VIDL-103                                        |
| 15th                                            | 1994年3月24日                                   | ロックの好きなベイビー抱いて                    | 魔法使いの娘                                    | 8cmCD                                           | VIDL-172                                        |
| 16th                                            | 1997年8月6日                                    | インターネット・キッス                          | Beautiful (English version)                     | 8cmCD                                           | VIDL-30036                                      |
| 17th                                            | 2014年7月23日                                   | 太陽のバカンス                                  | 電撃BOP                                         | 7inch                                           | NJS-704                                         |
| ソニー・ミュージックダイレクト / GREAT TRACKS   |                                                 |                                                 |                                                 |                                                 |                                                 |
| 18th                                            | 2018年11月19日                                  | LEMON TEA                                       | オマエガホシイ                                  | 7inch                                           | MHKL-15                                         |
| 19th                                            | 2019年6月19日                                   | LEMON TEA -Japan Edition-                       | オマエガホシイ                                  | 7inch                                           | MHKL-19                                         |

### アルバム

#### オリジナル・アルバム
|                                                 | 発売日                                          | タイトル                                        | 規格                                            | 規格品番                                        |
| - エルボンレコード - 鮎川誠&シーナロケット 名義 | - エルボンレコード - 鮎川誠&シーナロケット 名義 | - エルボンレコード - 鮎川誠&シーナロケット 名義 | - エルボンレコード - 鮎川誠&シーナロケット 名義 | - エルボンレコード - 鮎川誠&シーナロケット 名義 |
| ----------------------------------------------- | ----------------------------------------------- | ----------------------------------------------- | ----------------------------------------------- | ----------------------------------------------- |
| 1st                                             | 1979年3月25日                                   | SHEENA & THE ROKKETS #1                         | LP                                              | BON-7003                                        |
| アルファレコード                                |                                                 |                                                 |                                                 |                                                 |
| 2nd                                             | 1979年10月25日                                  | 真空パック                                      | LP                                              | ALR-6023                                        |
| 2nd                                             | 1979年10月25日                                  | 真空パック                                      | CT                                              | ALC-1529                                        |
| 3rd                                             | 1980年10月21日                                  | チャンネル・グー                                | LP                                              | ALR-28005                                       |
| 3rd                                             | 1980年10月21日                                  | チャンネル・グー                                | CT                                              | ALC-28004                                       |
| 4th                                             | 1981年9月5日                                    | ピンナップ・ベイビー・ブルース                  | LP                                              | ALR-28023                                       |
| 4th                                             | 1981年9月5日                                    | ピンナップ・ベイビー・ブルース                  | CT                                              | ALC-28022                                       |
| Invitation                                      |                                                 |                                                 |                                                 |                                                 |
| 5th                                             | 1984年11月21日                                  | NEW HIPPIES                                     | LP                                              | VIH-28196                                       |
| 5th                                             | 1984年11月21日                                  | NEW HIPPIES                                     | CT                                              | VCF-10216                                       |
| 5th                                             | 1984年11月21日                                  | NEW HIPPIES                                     | CD                                              | VDR-62                                          |
| 6th                                             | 1985年5月21日                                   | Main Songs                                      | LP                                              | VIH-28217                                       |
| 6th                                             | 1985年5月21日                                   | Main Songs                                      | CT                                              | VCF-10238                                       |
| 6th                                             | 1985年6月5日                                    | Main Songs                                      | CD                                              | VDR-1061                                        |
| 7th                                             | 1986年2月21日                                   | GATHERED                                        | LP                                              | VIH-28260                                       |
| 7th                                             | 1986年2月21日                                   | GATHERED                                        | CT                                              | VCF-10283                                       |
| 7th                                             | 1986年6月21日                                   | GATHERED                                        | CD                                              | VDR-1226                                        |
| 8th                                             | 1987年9月21日                                   | #9                                              | LP                                              | VIH-28303                                       |
| 8th                                             | 1987年9月21日                                   | #9                                              | CT                                              | VCF-10329                                       |
| 8th                                             | 1987年9月21日                                   | #9                                              | CD                                              | VDR-1411                                        |
| 9th                                             | 1988年7月21日                                   | HAPPY HOUSE                                     | LP                                              | VIH-28336                                       |
| 9th                                             | 1988年7月21日                                   | HAPPY HOUSE                                     | CT                                              | VCF-10363                                       |
| 9th                                             | 1988年7月21日                                   | HAPPY HOUSE                                     | CD                                              | VDR-1528                                        |
| 10th                                            | 1989年8月21日                                   | DREAM + REVOLT                                  | LP                                              | VIH-28372                                       |
| 10th                                            | 1989年8月21日                                   | DREAM + REVOLT                                  | CD                                              | VDR-1623                                        |
| SPEEDSTAR RECORDS                               |                                                 |                                                 |                                                 |                                                 |
| 11th                                            | 1992年6月23日                                   | (ha! ha! ha!) Hard Drug                         | CD                                              | VICL-310                                        |
| 12th                                            | 1994年4月21日                                   | ROCK ON BABY                                    | CD                                              | VICL-513                                        |
| 13th                                            | 1997年8月6日                                    | @HEART                                          | CD                                              | VICL-60064                                      |
| 13th                                            | 1997年8月6日                                    | @HEART                                          | LP                                              | VIJL-60003                                      |
| 14th                                            | 2000年8月9日                                    | ROCK THE ROCK                                   | CD                                              | VICL-60593                                      |
| 14th                                            | 2000年8月9日                                    | ROCK THE ROCK                                   | LP                                              | VIJL-60064                                      |
| 15th                                            | 2008年4月23日                                   | JAPANIK                                         | CD                                              | VICL-62803                                      |
| 16th                                            | 2014年7月23日                                   | ROKKET RIDE                                     | - CD+DVD - （初回限定盤）                       | VIZL-697                                        |
| 16th                                            | 2014年7月23日                                   | ROKKET RIDE                                     | - CD - （通常盤）                               | VICL-64191                                      |

#### カバー・アルバム
|                   | 発売日            | タイトル                                                  | 規格              | 規格品番          |
| SPEEDSTAR RECORDS | SPEEDSTAR RECORDS | SPEEDSTAR RECORDS                                         | SPEEDSTAR RECORDS | SPEEDSTAR RECORDS |
| ----------------- | ----------------- | --------------------------------------------------------- | ----------------- | ----------------- |
| 1st               | 2020年2月14日     | LIVE FOR TODAY! -SHEENA LAST RECORDING & UNISSUED TRACKS- | CD                | VICL-65305        |

#### ライブ・アルバム
|                   | 発売日         | タイトル                     | 規格              | 規格品番   |
| Invitation        | Invitation     | Invitation                   | Invitation        | Invitation |
| ----------------- | -------------- | ---------------------------- | ----------------- | ---------- |
| 1st               | 1986年12月16日 | CAPTAIN GUITAR AND BABY ROCK | LP                | VIH-5/6    |
| 1st               | 1986年12月16日 | CAPTAIN GUITAR AND BABY ROCK | CT                | VCF-2      |
| 1st               | 1986年12月16日 | CAPTAIN GUITAR AND BABY ROCK | CD                | VDR-9043/4 |
| SPEEDSTAR RECORDS |                |                              |                   |            |
| 2nd               | 2001年1月24日  | 爆音ミックス〜19 LIVES〜     | - CD - （限定盤） | VICL-60687 |
| 2nd               | 2001年1月24日  | 爆音ミックス〜19 LIVES〜     | - CD - （通常盤） | VICL-60688 |

#### リミックス・アルバム
|                  | 発売日           | タイトル                         | 規格             | 規格品番         |
| アルファレコード | アルファレコード | アルファレコード                 | アルファレコード | アルファレコード |
| ---------------- | ---------------- | -------------------------------- | ---------------- | ---------------- |
| 1st              | 1991年4月1日     | SHEENA & THE ROKKETS IN THE 90'S | CD               | ALCA-121         |

#### 海外限定アルバム
| 発売日         | タイトル                         | 発売元         | 規格           | 規格品番       |
| アメリカ合衆国 | アメリカ合衆国                   | アメリカ合衆国 | アメリカ合衆国 | アメリカ合衆国 |
| -------------- | -------------------------------- | -------------- | -------------- | -------------- |
| 1981年9月17日  | SHEENA & THE ROKKETS IN USA      | A&Mレコード    | LP             | SP-4875        |
| フランス       |                                  |                |                |                |
| 1993年         | LEMON SEX, LEMON TEA, LEMON ROCK | SKYDOG         | CD             | 62261.2DK 017  |

#### ベスト・アルバム
| 発売日                                                                   | タイトル                                                                       | 規格             | 規格品番         |
| アルファレコード                                                         | アルファレコード                                                               | アルファレコード | アルファレコード |
| ------------------------------------------------------------------------ | ------------------------------------------------------------------------------ | ---------------- | ---------------- |
| 1983年                                                                   | SHEENA & THE ROKKETS BEST SELECTION                                            | CT               | ALC-30004        |
| 1986年3月25日                                                            | SHEENA & THE ROKKETS BEST SELECTION                                            | CD               | 32XA-53          |
| 1988年11月28日                                                           | EARLY DAYS ROKKETS                                                             | CD               | 50XA-247/8       |
| Invitation                                                               |                                                                                |                  |                  |
| 1987年12月1日                                                            | 10th Anniversary of SHEENA & THE ROKKETS GO GO                                 | CD               | VDR-1431         |
| 1987年12月1日                                                            | 10th Anniversary of SHEENA & THE ROKKETS GO GO                                 | CT               | VCF-20071        |
| 1988年11月21日                                                           | ROCK'N'ROLL HEART                                                              | CD               | VDR-28050        |
| - SPEEDSTAR RECORDS - SHEENA & THE ROKKETS featuring MAKOTO AYUKAWA 名義 |                                                                                |                  |                  |
| 1993年11月21日                                                           | ROCK IS ALRIGHT                                                                | CD               | VICL-22005       |
| SPEEDSTAR RECORDS                                                        |                                                                                |                  |                  |
| 1994年11月9日                                                            | ROCK'N'ROLL HEART 2 (and roots)                                                | CD               | VICL-22025       |
| 2003年7月2日                                                             | THE GREATEST SHEENA & THE ROKKETS                                              | CCCD             | VICL-61149       |
| 2018年3月28日                                                            | ゴールデン☆ベスト シーナ&ロケッツ VICTOR ROKKETS 40+1                          | SHM-CD           | VICL-70238/9     |
| アルファミュージック                                                     |                                                                                |                  |                  |
| 1996年8月28日                                                            | SUPER BEST OF SHEENA & THE ROKKETS                                             | CD               | ALCA-5093/4      |
| - 東芝EMI / EASTWORLD - アルファミュージック                             |                                                                                |                  |                  |
| 2000年6月28日                                                            | The Very Best Of Sheena & The Rokkets                                          | CD               | TOCT-24373       |
| ソニー・ミュージックダイレクト / GTmusic                                 |                                                                                |                  |                  |
| 2006年8月23日                                                            | Rokket Factory〜the worst and rarities of Sheena & Tne Rokkets in Alfa years〜 | CD               | MHCL-859/60      |
| 2007年7月25日                                                            | GOLDEN HITS THE ALFA YEARS                                                     | CD               | MHCL-1131        |
| 2018年2月28日                                                            | GOLDEN☆BEST シーナ&ロケッツ EARLY ROKKETS 40+1                                 | Blu-spec CD2     | MHCL-30493/4     |

### BOXセット
|                   | 発売日            | タイトル                               | 規格              | 規格品番          |
| SPEEDSTAR RECORDS | SPEEDSTAR RECORDS | SPEEDSTAR RECORDS                      | SPEEDSTAR RECORDS | SPEEDSTAR RECORDS |
| ----------------- | ----------------- | -------------------------------------- | ----------------- | ----------------- |
| 1st               | 2003年7月2日      | DREAM BOX                              | CD+DVD            | VIZL-81           |
| 2nd               | 2009年12月16日    | WHITE BOX -INVITATION YEARS-           | CD+DVD            | VIZL-361          |
| 3rd               | 2009年12月16日    | BLACK BOX -SPEEDSTAR YEARS-            | CD+DVD            | VIZL-362          |
| 4th               | 2020年2月14日     | LOVE BOX -42nd Anniversary Kollection- | CD+DVD+7inch+LP   | VIZL-1695         |

### 映像作品
1. ライブ帝国 FUKUOKA ROCK INVASION（2003年9月25日）
2. ROKKET PARANOIA(ROKKET SIZE・VIDEO VERSION)（2004年）
3. LOVE LIVE（2004年4月21日）
4. ライブ帝国 SEENA & THE ROKKETS（2004年10月27日）
5. SPACE SHOWER ARCHIVE シーナ&ザ・ロケッツ LIVE 9207（2007年2月23日）
6. SHEENA's YA-ON（2019年5月2日）
7. SHEENA 43th BIRTHDAY LIVE（2021年11月23日）

### 参加作品
| 発売日         | 商品名                                                  | 歌                  | 楽曲                                   | 備考                                                         |
| -------------- | ------------------------------------------------------- | ------------------- | -------------------------------------- | ------------------------------------------------------------ |
| 1981年2月21日  | スネークマン・ショー                                    | シーナ&ザ・ロケッツ | 「レモンティー」                       | ゲスト参加                                                   |
| 1998年11月30日 | FUJI ROCK FESTIVAL '98 in TOKYO LIVE                    | シーナ&ザ・ロケッツ | 「LEMON TEA」                          | 『フジロックフェスティバル'98』のライブ・アルバム            |
| 2002年2月21日  | キンキー・ブート 〜トリビュート・トゥ・ザ・キンクス     | シーナ&ザ・ロケッツ | 「ユー・リアリー・ガット・ミー」       | キンクスのトリビュート・アルバム                             |
| 2004年8月4日   | SAKURA MOTOWN REVUE                                     | シーナ&ザ・ロケッツ | 「WHAT BECOMES OF THE BROKEN HEARTED」 | モータウンの楽曲をカバーを収録したコンピレーション・アルバム |
| 2006年3月8日   | RESPECT THE STONES                                      | シーナ&ロケッツ     | 「Heart of Stone」                     | ローリング・ストーンズのトリビュート・アルバム               |
| 2008年1月23日  | 細野晴臣 STRANGE SONG BOOK-Tribute to Haruomi Hosono 2- | シーナ&ロケッツ     | 「Pom Pom蒸気」                        | 細野晴臣のトリビュート・アルバム                             |

### タイアップ
| 曲名                           | タイアップ                                            | 収録作品                                                                  |
| ------------------------------ | ----------------------------------------------------- | ------------------------------------------------------------------------- |
| ユー・メイ・ドリーム           | JAL『マイ・ハート・キャンペーン』CMソング             | シングル「ユー・メイ・ドリーム」                                          |
| ピンナップ・ベイビー・ブルース | 『オルタス』CMソング                                  | シングル「ピンナップ・ベイビー・ブルース」                                |
| ANGEL EYES                     | ロート『Zi:』CMイメージソング                         | シングル「ANGEL EYES」                                                    |
| ファミリー・ダンシング         | 岩田屋デパート キャンペーン・ソング                   | シングル「FAMILY DANCING」                                                |
| じゆう                         | 学生援護会『サリダ』CMソング                          | シングル「FAMILY DANCING」                                                |
| 海                             | TORAY『TRINTEE』CMソング                              | ベスト・アルバム『ゴールデン☆ベスト シーナ&ロケッツ VICTOR ROKKETS 40+1』 |
| The Jungle Of Love             | TBS系TV『極すれすれガレッジセール』エンディングテーマ | アルバム『ROCK THE ROCK』                                                 |